# Sterling North
 (septembre 2018).
Si vous disposez d'ouvrages ou d'articles de référence ou si vous connaissez des sites web de qualité traitant du thème abordé ici, merci de compléter l'article en donnant les références utiles à sa vérifiabilité et en les liant à la section « Notes et références ».
Thomas Sterling North (4 novembre 1906 – 21 décembre 1974) était un auteur américain de livres pour la jeunesse et de romans. Son titre le plus connu est Rascal (1963) adapté au cinéma par Walt Disney Pictures Un raton nommé Rascal (1969).

## Œuvres
- 1963 : Rascal